# Sciurotamias forresti
Sciurotamias forresti is een zoogdier uit de familie van de eekhoorns (Sciuridae). De wetenschappelijke naam van de soort werd voor het eerst geldig gepubliceerd door Thomas in 1922.

## Voorkomen
De soort komt voor in China.